# Mnichovice
Mnichovice (německy München in Böhmen) jsou město v okrese Praha-východ ve Středočeském kraji. Rozkládají se asi 29 kilometrů jihovýchodně od centra Prahy a osm kilometrů jihovýchodně od města Říčany. Žije zde přibližně 4 200 obyvatel.

## Geografie
Městem protéká potok Mnichovka, který napájí přírodní koupaliště Koupadlo a Hubačovský rybník, a ústí do Sázavy pod hradem Zlenice. Zleva do něho ústí Struhařovský potok a potok Křiváček.
V údolí Struhařovského potoka pod Budíkovem se v malých lomech těžil kámen.

## Historie
První písemná zmínka o obci pochází z roku 1134.

## Obyvatelstvo
| Rok            | 1869  | 1880  | 1890  | 1900  | 1910  | 1921  | 1930  | 1950  | 1961  | 1970  | 1980  | 1991  | 2001  | 2011  | 2021  |
| -------------- | ----- | ----- | ----- | ----- | ----- | ----- | ----- | ----- | ----- | ----- | ----- | ----- | ----- | ----- | ----- |
| Počet obyvatel | 1 182 | 1 095 | 1 010 | 1 112 | 1 384 | 1 588 | 2 330 | 2 509 | 2 641 | 2 326 | 2 236 | 1 974 | 2 138 | 3 180 | 4 156 |
| Počet domů     | 137   | 136   | 141   | 163   | 231   | 279   | 423   | 808   | 628   | 624   | 629   | 797   | 860   | 1 076 | 1 236 |

## Městská správa
19. května 2000 byla tato obec předsedou Poslanecké sněmovny Václavem Klausem povýšena na město.

### Územněsprávní začlenění
Dějiny územněsprávního začleňování zahrnují období od roku 1850 do současnosti. V chronologickém přehledu je uvedena územně administrativní příslušnost obce v roce, kdy ke změně došlo:
- 1850 země česká, kraj Praha, politický okres Jílové, soudní okres Říčany[9]
- 1855 země česká, kraj Praha, soudní okres Říčany[9]
- 1868 země česká, politický okres Český Brod, soudní okres Říčany[9]
- 1898 země česká, politický okres Žižkov, soudní okres Říčany[10]
- 1921 země česká, politický okres Žižkov sídlo Říčany, soudní okres Říčany[11]
- 1925 země česká, politický i soudní okres Říčany[12]
- 1939 země česká, Oberlandrat Praha, politický i soudní okres Říčany[13]
- 1942 země česká, Oberlandrat Praha, politický okres Praha-venkov-jih, soudní okres Říčany[14]
- 1945 země česká, správní i soudní okres Říčany[15]
- 1949 Pražský kraj, okres Říčany[16]
- 1960 Středočeský kraj, okres Praha-východ[17]

### Části města
- Božkov
- Mnichovice
- Myšlín

### Městské symboly
Znak města je historický, vlajka byla městu udělena rozhodnutím předsedkyně Poslanecké sněmovny Parlamentu České republiky dne 13. května 2022.

## Společnost

### Rok 1932
Ve městě Mnichovice (2200 obyvatel) byly v roce 1932 evidovány tyto živnosti a obchody (výběr):
- Instituce a průmysl: poštovní úřad, telegrafní úřad, telefonní úřad, četnická stanice, katolický kostel, kostel československé církve, živnostenské společenstvo, sbor dobrovolných hasičů, výroba cementového zboží, 2 cihelny, výroba čerpadel, výroba květinového drátu, výroba krmiv, výroba likéru, 2 mlýny, výroba pian, pila, výroba sodové vody, Řemeslnicko-živnostenská záložna, spořitelní a záložní spolek, okresní hospodářská záložna, výroba ovocných vín, výroba obuvnických svršků,
- Živnosti a služby: 2 lékaři, zvěrolékař, 2 autodopravci, biograf Sokol, drogerie, hodinář, 8 hostinců, knihtiskař, 2 kožišníci, obchod s lahůdkami, obchod s obuví Baťa, obchod papírnický, radiopotřeby, rytec, 5 řezníků, koňský řezník, 2 sadaři, starožitnosti, vetešník, voňavkářství, 2 zahradnictví, zednický mistr, zubní ateliér, železářské zboží.

## Pamětihodnosti

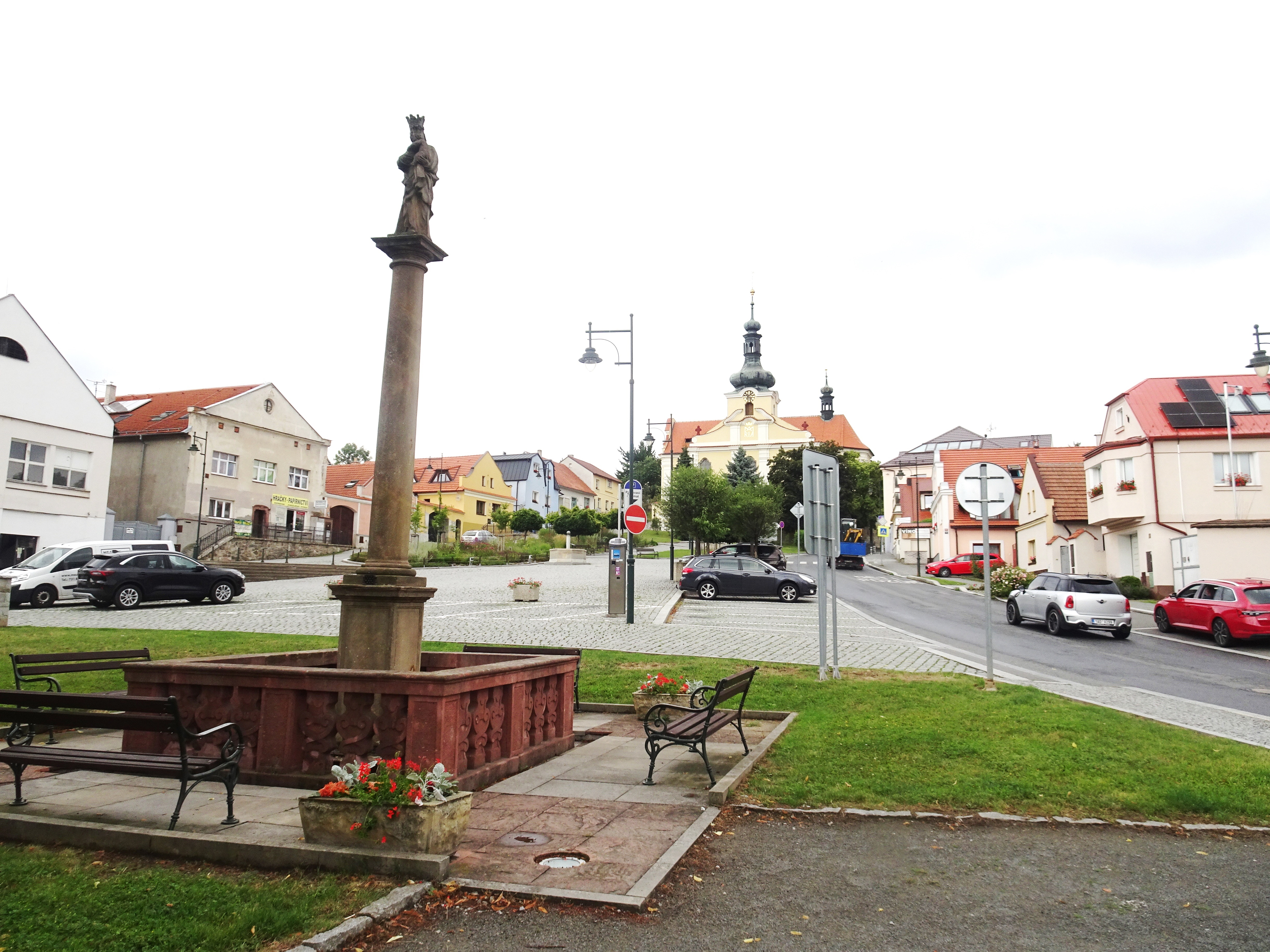
Sloup se sochou Panny Marie vztyčený na paměť morové epidemie z roku 1713

- Kostel Narození Panny Marie na náměstí
- Socha svatého Jana Nepomuckého u silnice na Ondřejov
- Sloup se sochou Panny Marie na náměstí
- Fara
- vodní Zittův mlýn
- Štefánikova mohyla

## Doprava
Dopravní síť
- Pozemní komunikace – Z města vede silnice II/335 Mnichovice – Ondřejov – Sázava – Uhlířské Janovice. Městem vede silnice II/508 Mirošovice – Mnichovice – Struhařov.
- Železnice – Město Mnichovice leží na železniční trati Praha – Benešov u Prahy. Jedná se o dvoukolejnou elektrizovanou celostátní trať zařazenou do evropského železničního systému, součást IV. tranzitního železničního koridoru. Doprava na ní byla zahájena roku 1871.

Veřejná doprava 2011
- Autobusová doprava – Městem projížděly autobusové linky Strančice – Mnichovice – Struhařov – Klokočná – Mukařov (v pracovních dnech 14 spojů, o víkendech 5 spojů), Strančice – Ondřejov – Stříbrná Skalice (v pracovních dnech 10 spojů, o víkendech 3 spoje) a Strančice – Mnichovice – Zvánovice – Černé Voděrady (v pracovních dnech 6 spojů, o víkendech 3 spoje) (dopravce Veolia Transport Praha, s. r. o.).
- Železniční doprava – Po trati Praha – Benešov u Prahy vede linka S9 (Praha – Benešov u Prahy) v rámci pražského systému Esko. Zastávku Mnichovice obsluhuje velké množství osobních vlaků, a jeden spěšný vlak ráno. Rychlíky zde projíždějí

Veřejná doprava 2022
- Autobusová doprava – Městem projíždí autobusové linky
  - 489 Strančice – Mnichovice – Struhařov – Klokočná – Mukařov - Louňovice (v pracovních dnech 20 spojů, o víkendech 6 spojů [20]
  - 490 Strančice – Ondřejov – Stříbrná Skalice (v pracovních dnech 15 spojů (3 pouze Strančice–Ondřejov), o víkendech 3 spoje)[20]
  - 685 Strančice – Mnichovice – Zvánovice – Černé Voděrady (v pracovních dnech 10 spojů, o víkendech 3 spoje) (dopravce Arriva City, s. r. o.).[20]
- Železniční doprava – Mnichovicemi prochází železniční trať Praha – Benešov u Prahy s linkami osobních vlaků S9 (Praha - Benešov u Prahy) a spěšných vlaků R49 (Praha – Benešov u Prahy - Olbramovice - Tábor) v rámci pražského systému Esko. Zastávku Mnichovice obsluhuje velké množství osobních vlaků složených z jednotek City Elefant a spěšných vlaků ve špičce nejčastěji složených z vozů Bdt a Bdmtee.

## Knihovna
V roce 1837 děkan Vojtěch Vilibald Kramerius založil na faře knihovnu. V roce 1892 je založena čtenářsko-ochotnická beseda a v roce 1921 (po vydání knihovnického zákona v roce 1919) ustavena knihovnická rada. V prosinci roku 1922 požádala knihovní rada spisovatele Aloise Jiráska, zda může knihovna nést jeho jméno, Alois Jirásek 24. ledna 1923 odpověděl kladně.
V roce 1945 vznikají knihovny na Božkově a v Myšlíně, v 60. letech 20. století se knihovny slučují v jednu a vzniká dnešní knihovna, od roku 1990 má znovu obnoven název na Jiráskova knihovna Mnichovice, která plní funkci kulturní a vzdělávací instituce a poskytuje veřejně přístupný internet.

## Církevní správa
Do roku 2009 existovala samostatná Římskokatolická farnost Mnichovice. V rámci procesu slučování farností v pražské arcidiecézi došlo k 1. červenci 2009 ke sloučení ondřejovské, choceradské a mnichovické farnosti a vznikla nástupnická organizace Římskokatolická farnost Mnichovice.
Pravidelné bohoslužby se v kostele Narození Panny Marie konají v neděli v 8:30, dále pak v úterý, středu a pátek v 17:30. V pátek od 18:00 a 1. neděli v měsíci v 15:00 se konají eucharistické adorace. Výuka náboženství probíhá během školního roku na faře ve středu (18:00), pátek (14:00 a 18:15) a v sobotu (10:00). V sobotu od 10:30 se koná modlitba rozjímavého růžence.

## Osobnosti

### Významní rodáci
- Jiří Holík (17.–18. stol.), sadař, průkopník štěpování a evangelický spisovatel

### Významní obyvatelé
- Josef Šmejkal (1879 - 1942) nejúspěšnější český profesionální zápasník, zakladatel sportovních klubů v Mnichovicích

## Fotogalerie

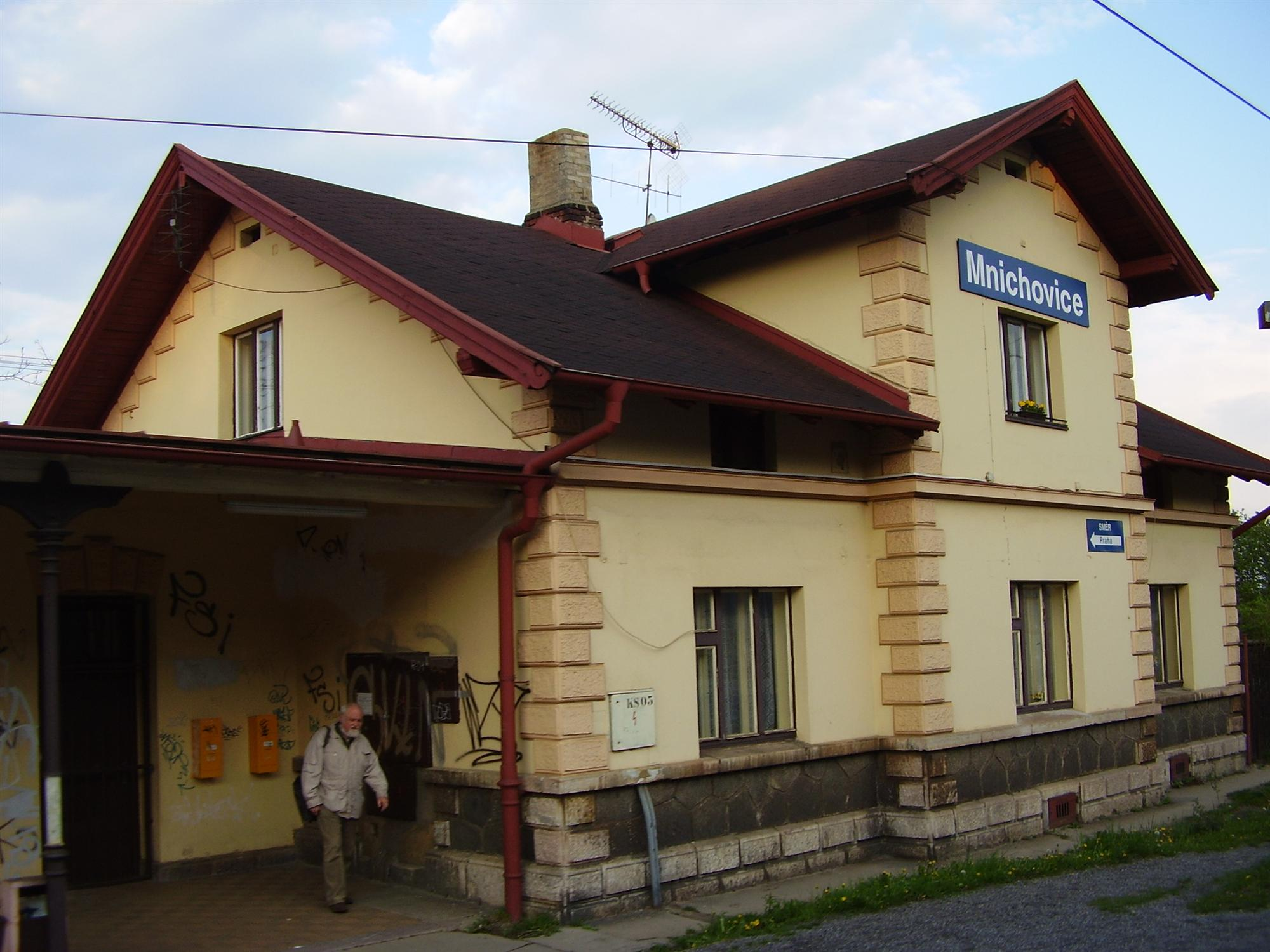
Železniční zastávka v Mnichovicích
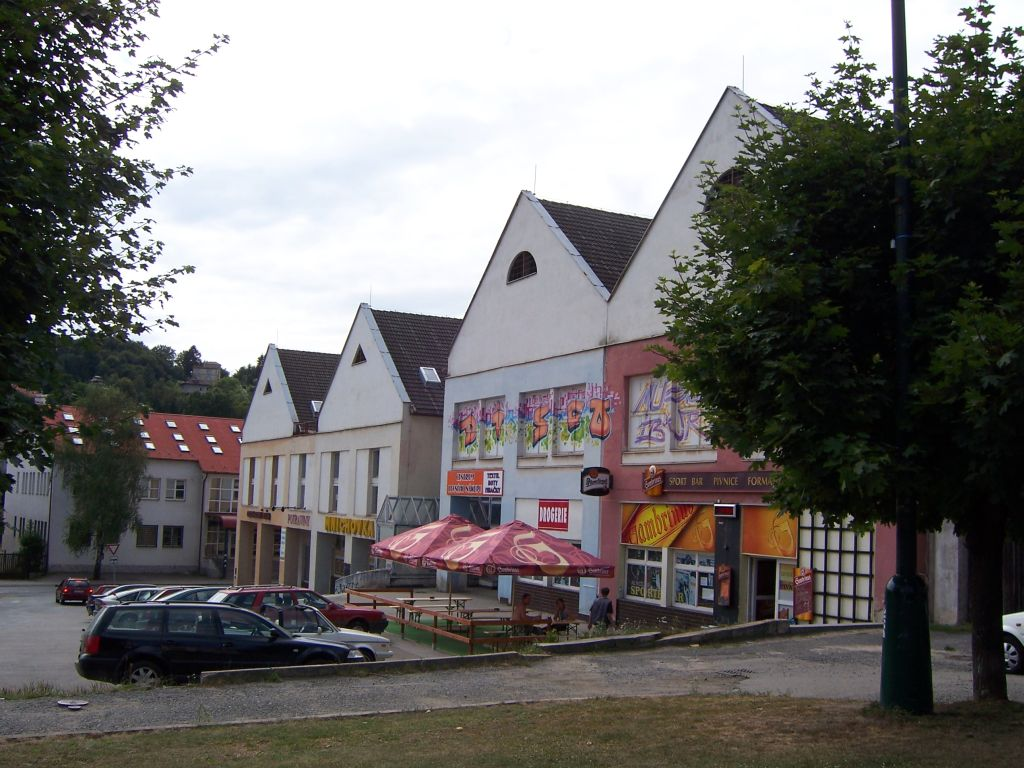
Obchodní dům Mnichovka na Masarykově náměstí
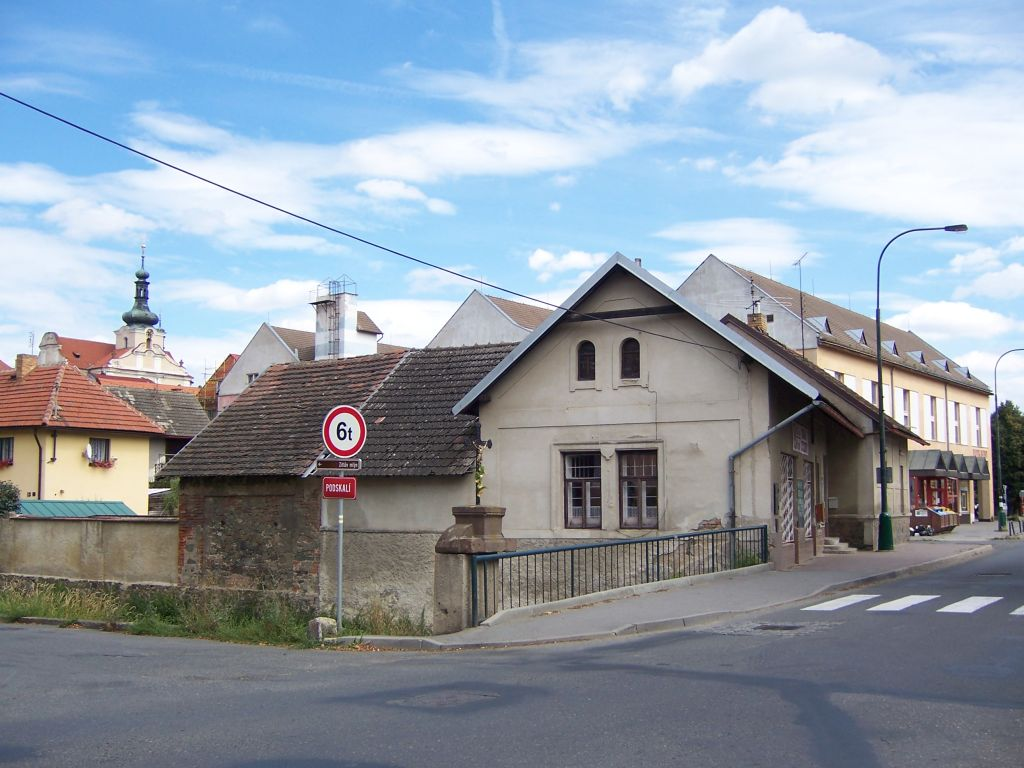
Podskalí
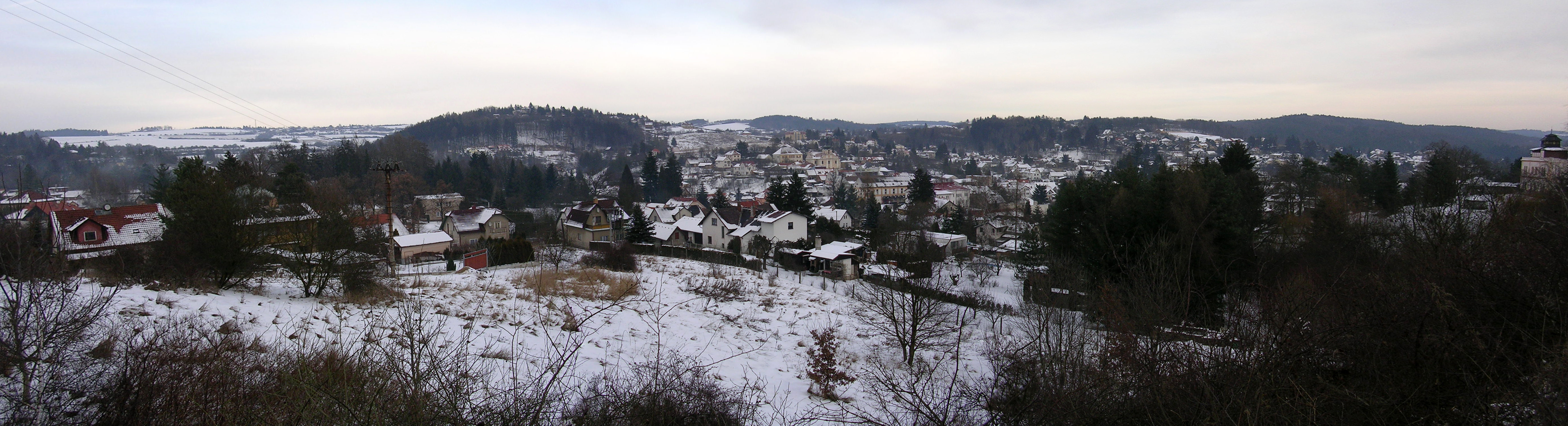
Mnichovice, pohled od železniční trati 221
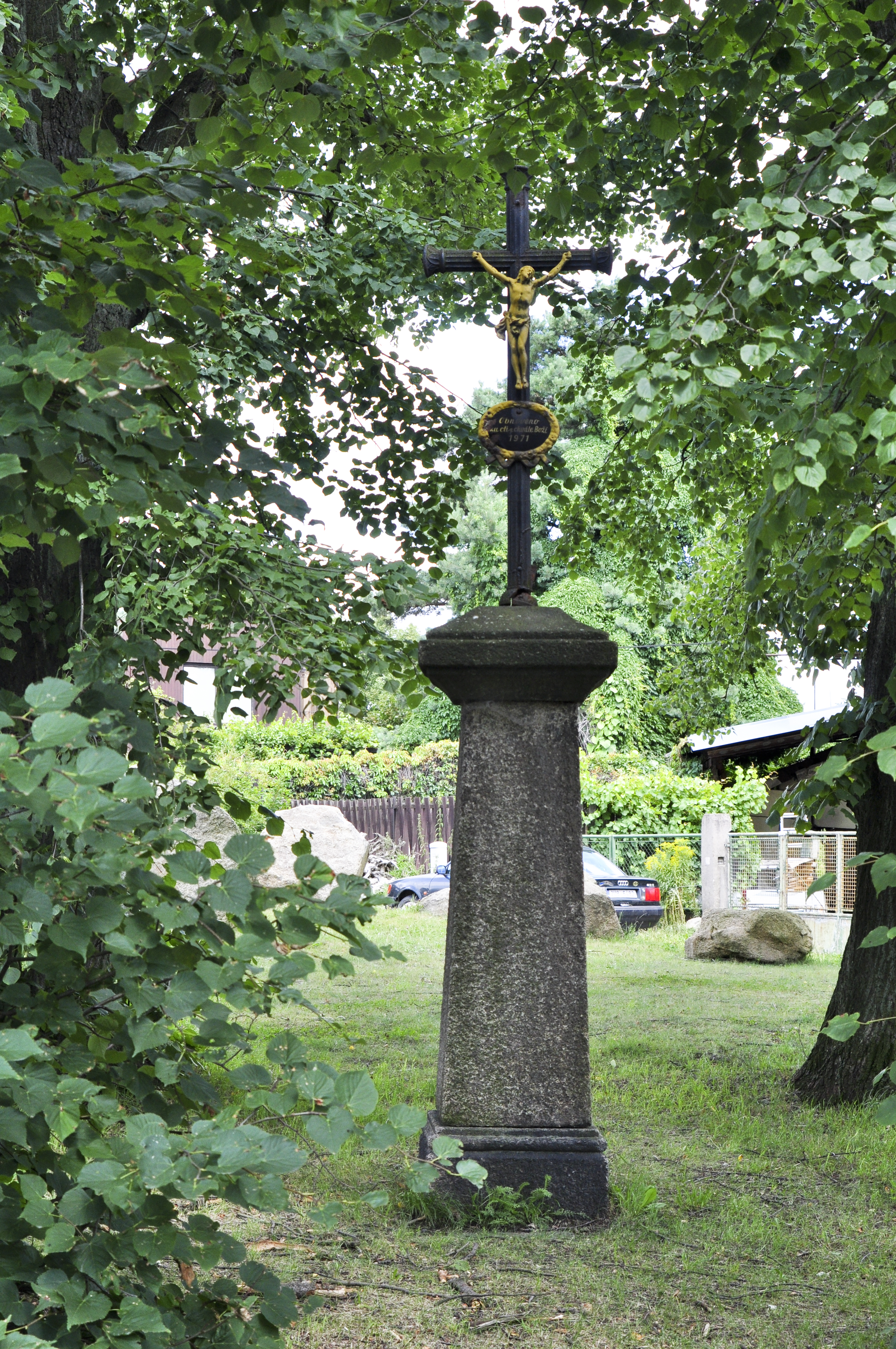
Křížek u památného stromu
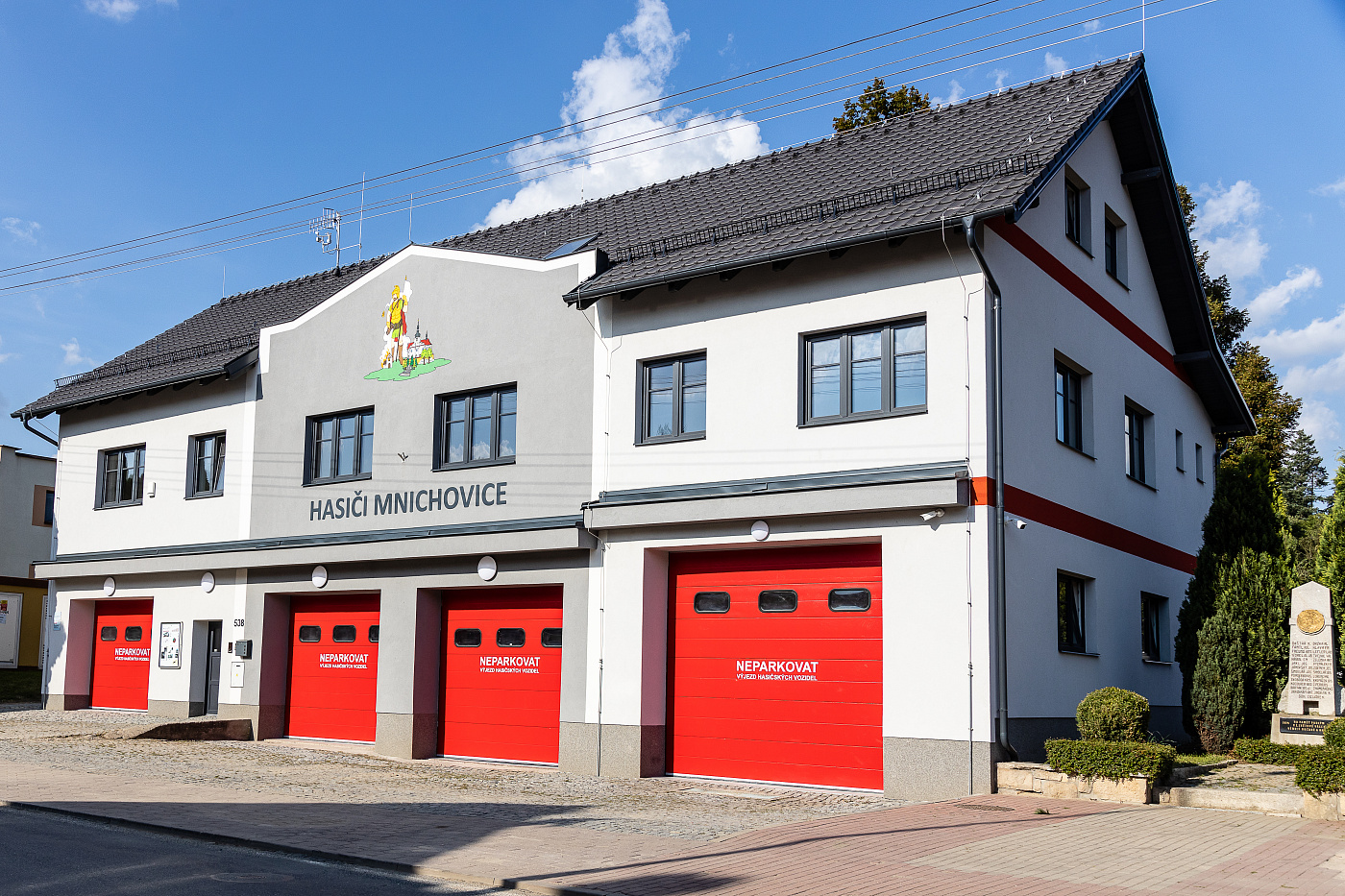